# НИИ СОКБ
НИИ СОКБ (Научно-испытательный институт систем обеспечения комплексной безопасности) — российская компания-разработчик первой российской системы управления мобильными устройствами (анг. Mobile device management, MDM) Safephone, сертифицированной во ФСТЭК России.
Решение впервые было представлено на международной выставке мобильной индустрии Mobile World Congress в 2013 году. Совместно со своим партнером-компанией «ИнфоТеКС» была разработана система по защите корпоративной мобильной связи SafePhone PLUS.. Помимо системы управления корпоративных мобильных устройств SafePhone, данное решение имеет в своей архитектуре средство криптографической защиты информации VipNet для безопасности телефонных переговоров.
С 2012 года компания «НИИ СОКБ» проводит ежегодный форум по безопасности корпоративной мобильной связи Enterprise Mobile Security Forum при поддержке Службы корпоративной защиты Газпром. Конференция посвящена тематике мобильной безопасности и сервисам, BYOD .
В конференции принимают участие ИТ-компании, такие как Cisco, Check Point, HP, Citrix, SAP, Oracle, S-terra, Алладин Р. Д., Актив; производители мобильных устройств и платформ Huawei, Samsung; разработчики систем класса MDM и средств антивирусной защиты Infowatch, Intel Security; разработчики мобильных приложений для корпоративного использования и другие.